# WarnerTV Comedy
WarnerTV Comedy (anteriormente glitz*, TNT Glitz y TNT Comedy) es un canal de televisión por suscripción alemán, lanzado el 8 de mayo de 2012 bajo el nombre de Glitz, un canal de contenidos para la mujer. Es propiedad de Warner Bros. Discovery.
En agosto de 2013, SES Platform Services (posteriormente MX1, ahora parte de SES Video) ganó una licitación internacional de Turner Broadcasting System, para proporcionar los servicios de reproducción para Glitz, TNT Film, TNT Serie, Cartoon Network, Boomerang y CNN International (en sus versiones SD y HD) para el mercado en alemán, además de la digitalización del contenido existente de Turner y la reproducción de los contenidos de Turner bajo demanda y por internet en Alemania, Austria, Suiza y la región del Benelux, a partir de noviembre de 2013.
El 1 de abril de 2014, el canal fue renombrado como TNT Glitz y comenzó a transmitirse vía satélite en Sky Germany. El lema Aquí brilla el sol ("Hier scheint die Sonne") se cambió por We are pink ("Wir sind pink").
El canal fue renombrado como TNT Comedy el 1 de junio de 2016, combinando los contenidos femeninos, pero pasando a emitir más series de comedia en su programación.
El canal fue renombrado como WarnerTV Comedy el 25 de septiembre de 2021.

## Programación
WarnerTV Comedy emite en Alemania series de comedia como Parks and Recreation, Web Therapy, Girls y Hot in Cleveland, así como la serie dramática Pretty Little Liars, Parenthood e Unforgettable. Entre su programación propia, se incluye la revista InStyle - Das TV-Magazin, que se centra en la moda y las celebridades. Está presentado por Eva Padberg.

## Logotipos

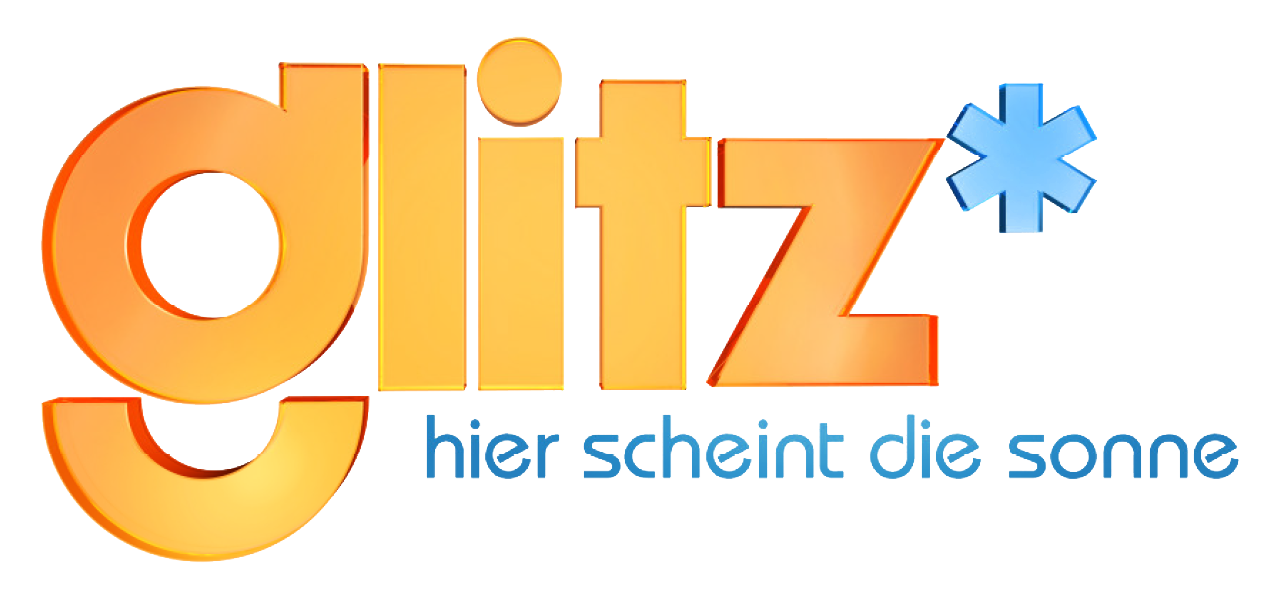
2012-2014
2014-2016
2016-2021
Desde 2021